# Brunsbek
Brunsbek település Németországban, Schleswig-Holstein tartományban. Lakosainak száma 1765 fő (2023. december 31.). Brunsbek Großensee (Holstein), Rausdorf (Holstein) és Reinbek községekkel határos.

## Népesség
A település népességének változása:
| Lakosok száma | 1006 | 1724 | 1699 | 1711 | 1667 | 1717 | 1765 |
|               | 1975 | 2014 | 2017 | 2019 | 2021 | 2022 | 2023 |